# Crossfaith
Crossfaith (яп. クロスフェイス) — японський електронікор гурт з Осаки, заснований у 2006 році. Вони відомі сплавом металкору та пост-хардкору з електронною танцювальною музикою та енергійними живими виступами.
Гурт випустив перше демо «Blueprint of Reconstruction» у 2008. Дебютний студійний альбом The Artificial Theory for the Dramatic Beauty був випущений під лейблом Zestone Records у 2009 році. Другий студійний альбом The Dream, The Space вийшов у 2011 році під лейблом Tragic Hero Records. У вересні 2012 року Crossfaith випускають ЕР «Zion», який допоміг групі вийти за межі Японії. З того часу гурт має велику популярність в шанувальників важкої музики поза межами Японії.

## Історія

### Ранні роки (2006—2012)
Спочатку вокаліст Кента Койє, гітарист Кадзукі Такемура та діджей Теруфумі Тамано заснували ню-метал гурт, який робив кавери на пісні Linkin Park та Limp Bizkit з використовуванням репу та скримінгу у вокалі. Після розпаду цього гурту Койє захотів створити новий метал гурт. Тоді він запросив барабанщика Тацую Амано на прослуховування. Тоді Амано ще навчався у школі. Барабанний кавер на пісню Slipknot «(sic)» справив враження на Койє, і всі знали, що Амано вже частина майбутнього гурту. Теруфумі приєднався до гурту, натхненний гуртами електронної танцювальної музики, як-от Chemical Brothers та The Prodigy, щоб поєднати електронну музику з каверами на хеві-метал, які гурт робив на той час. Група сформувалася з ненавистю до величезної поп-культури в Японії.
У 2010 році Койє заспівав пісню No Plan B із канадським репером Manafest. Також гурт зробив кавер на композицію «Omen» від The Prodigy, який став бонусом у японській версії Punk Goes Pop 3 під лейблом Fearless Records.
В ранніх турах гурт виступав на розігріві у таких колективів як: Hatebreed, Machine Head, In This Moment, Bleeding Through, The Used, August Burns Red, Memphis May Fire. У березні 2011 року гурт підписав контракт з Tragic Hero Records для американського випуску другого студійного альбому «The Dream, The Space».

### Zion, Міжнародний успіх та Apocalyze (2012—2014)
У 2012 тур групи Європою розширився, вони розігрівали Of Mice and Men з Bury Tomorrow і пізніше While She Sleeps з Bleed From Within і Polar у вересні того року. У серпні гурт поїхав до Японії на the Summer Sonic festival — найбільший фестиваль у країні, де вони грали о 3:00 ранку для 10000 чоловік.
У вересні 2012 року Crossfaith випускають другий ЕР Zion, який був пробним кроком для збільшення ринку. Назва «Zion» взята на честь міста із серії фільмів «Матриця». EP отримав визнання від більшості критиків, таких як Kerrang! та The Sydney Morning Herald. Було знято 3 відео: 'Monolith', 'Jägerbomb' та Photosphere. 10 листопада гурт виступив у the 2012 Warped Tour у the Alexandra Palace у Лондоні на 'Kevin Says Stage'. Цей виступ привернув велику увагу до гурту.
4 лютого 2013 року вийшов ЕР «Zion» у Європі під лейблом Search and Destroy Records, і через кілька днів уже транслювався онлайн у SoundCloud. Crossfaith виступили на австралійському the Australian 2013 Soundwave фестивалі у 5-ти містах: Брісбен, Сідней, Мельбурн, Аделаїда та Перт між 23 лютого та 4 березня. Вже після двох днів в Австралії, вони створили березневий тур США з Enter Shikari і Architects.
Потім у травні група виступала підтримкою Bring Me the Horizon як хедлайнера у Сполученому Королівстві. Після туру з BMTH вони виконали два шоу у the Barfly у Лондоні та у the Sugarmill у Стоку за підтримки We Butter The Bread With Butter. Їхні шоу були добре оцінені як «повні енергії», а барабанні соло Амано були «приголомшливі». Crossfaith випускає третій студійний альбом «Apocalyze» 4 вересня 2013 року в Японії та 9 вересня у Сполученому Королівстві. Альбом був записаний Machine Shop Studios у Нью-Йорку у січні 2013 року. До випуску альбому гурт зробив три відео: «We Are the Future», «Eclipse» та «The Evolution».

### «Madness» і Xeno (2014–поточний час)
8 жовтня 2014 року гурт випускає сингл «Madness», який складався з трьох треків: «Madness», «Dance with the Enemy» та «S.O.S.». Crossfaith оголосили, що вони будуть у турі Vans Warped Tour 2015 у Північній Америці, а також SlamDunk Festival у Великій Британії у травні 2015 року. Четвертий студійний альбом Xeno вийшов 18 вересня 2015 року.
27 липня 2016 року гурт випустив інший максі сингл «New Age Warriors», представивши три нові пісні: Rx Overdrive", «Kill 'Em All» та «Revolution».
В 2018 році гурт випустив альбом «EX_MACHINA», з яким відправився у тур Європою, відігравши концерт також і в Києві. У серпні 2019 році гурт знову відвідав Україну як учасник фестивалю Захiдфест, і був гаряче прийнятий широкою фестивальною публікою.
5 лютого 2020 року гурт дебютував у BBC Radio 1 Rock Show Деніела П. Картера зі своїм синглом «Endorphin», екслюзивно його представивши за день до світового релізу синглу. Однак EP не було анонсовано до виходу другого синглу «Digital Parasite» 9 квітня 2020 року. Після мініальбому гурт випустив купу реміксів на «Endorphin», включно з реміксами іспанського техно-діджея та продюсера Regal.
16 лютого 2021 року гурт випустив новий сингл «Dead or Alive». 7 квітня гурт випустив ще один новий сингл «RedZone».
19 липня 2022 року гурт оголосив у соціальних мережах, що їхній давній сапорт-гітарист Тама їх залишив, і його замінив Дайкі Койде, колишній учасник Her Name in Blood. Також у 2022 році пішов на перерву з особистих причин бас-гітарист Хірокі Ікеґава. В 2023 році гурт знову почав виступати по Японії без Хірокі, також анонсований тур по Австралії в 2024 році. 

## Музичний стиль
Crossfaith використовували чистий вокал, починаючи з першого альбому в пісні «К». Це єдина пісня з чистим вокалом в альбомі. Також група використовує художню декламацію (розмовне слово) і шепіт. У багатьох піснях використовується скримінг, в останніх релизах переважає чистий вокал. Зазвичай їх стиль описують як електронікор, через суміш металу, електроніки, хардкора, металкора та індастріал металу. Музика розглядається як комбінація інструментів металкор і вокалів з клавішними та індастріальними синтезаторами. Вони були описані як «Slipknot, що розриває the Prodigy на частини» і розглянуті як сплав «металу, денс біту, несамовитої люті панку та власної енергії». Група завжди хотіла писати лірику англійською мовою, тому що їх музика цілком собі західна.

## Склад
- Кента Койє — головний вокал
- Кадзукі Такемура — гітара
- Хірокі Ікеґава — бас-гітара
- Тацуя Амано — ударні
- Теруфумі Тамано — клавішні, програмінг, семплінг, бек-вокал

## Дискографія
- The Artificial Theory for the Dramatic Beauty (2009)
- The Dream, The Space (2011)
- Apocalyze (2013)
- Xeno (2015)
- New Age Warriors (2016)
- EX_MACHINA (2018)
- Species (2020)